# Östergötlands runinskrifter 225
Runinskrift Ög 225 är en runsten i Östra Husby socken på Vikbolandet, Norrköpings kommun i Östergötland. Stenen står rest cirka fyra kilometer norr om Östra Husby tätort, vid avtagsvägen mot Hötomta från vägen mellan Östra Husby och vägfärjan vid Skenäs.

## Stenen
Enligt forna antikvariers uppgifter har stenen tidigare stått på ett fält i Hötomtas närhet. Den var under en längre tid försvunnen, bland annat när Östergötlands runinskrifter skrevs, men återfanns 1927. Materialet är mörkgrå granit. Runstenens höjd är 1,3 meter och dess bredd 0,5-0,6 meter.
Två ormar vars huvuden ses ur fågelperspektiv är ristade på stenen. Avbildningen ur fågelperspektiv innebär att ristningen mest sannolikt är gjord under 1000-talets första hälft (Se Runstensstilar). Runorna finns i den orm som har mest utrymme på stenen. Det rör sig om vikingatida normalrunor utan inslag av stungna runor.
Innanför ormslingan finns vid toppen ett kristet kors. Runstenen är skadad, framför allt på den övre delen, där en del av ristningen har gått förlorad. Hur det förlorade avsnittet sett ut är känt från äldre avbildningar. Den från runor translittererade och översatta inskriften lyder enligt nedan:

## Inskriften
- Runsvenska: þruntr × risti + tsin × þinsa + aftiR * þurtsin [faþ](u)r sin[1]
- Nusvenska: "Trond reste denna sten efter Torsten, sin fader."[2]